# Champrobert
De Champrobert et Compagnie war ein französischer Hersteller von Automobilen.

## Unternehmensgeschichte
Das Unternehmen aus Levallois-Perret begann 1902 mit der Produktion von Automobilen. Der Markenname lautete Champrobert. 1905 endete die Produktion.

## Fahrzeuge
1902 gab es das Modell 8 CV mit einem Einzylindermotor von De Dion-Bouton. 1903 wurde dieses Modell in Électrogenia umbenannt. Dieses Modell war ab 1904 auch als 12 CV mit Motor von De Dion-Bouton und als 16 CV mit Motor von Aster erhältlich. Außerdem hatten alle Modelle einen Elektromotor, somit handelte es sich um Hybridelektrokraftfahrzeuge.